# Charles Cadogan (2e comte Cadogan)
Charles Henry Sloane Cadogan, 2e comte Cadogan (29 novembre 1749 - 23 décembre 1832) est un noble britannique, appelé vicomte Chelsea de 1800 à 1807.

## Biographie
Fils aîné de Charles Cadogan (1er comte Cadogan) et Frances Bromley, il est baptisé le 13 décembre 1749 à St George's Hanover Square. Il devient 2e comte Cadogan à la mort de son père en 1807.
Il sert brièvement dans l'armée britannique dans sa jeunesse. Au moment où il hérite, il est déjà devenu fou. Il est décédé célibataire à Enfield et son titre est donc transmis à son demi-frère George Cadogan (3e comte Cadogan). Il est enterré à Chelsea le 3 janvier 1833 et son testament est vérifié en juillet de la même année.